# Coleophora cyrniella
Coleophora cyrniella là một loài bướm đêm thuộc họ Coleophoridae. Nó được tìm thấy ở Pháp, Tây Ban Nha, Ý, Corse, Sardegna, Ả Rập Xê Út và the Palestinian territories.
Ấu trùng ăn các loài Cistus và Helianthemum apenninum. 